# Lluís Suñer i Costa
Lluís Suñer i Costa (Santa Pau, Garrotxa, 12 de juny de 1963) és un pagès, sindicalista agrari i polític català, alcalde de Santa Pau (2003-2005).

## Biografia
Pagès de professió, Suñer és coordinador comarcal d'Unió de Pagesos a la Garrotxa. Regidor de Santa Pau durant els anys 90, ocupà l'alcaldia durant el període 2003-2005 en representació d'Alternativa per la Garrotxa (ApG).
Suñer és cofundador i president de l'Associació de Cultivadors de Fesols de Santa Pau. L'associació aconseguí la distinció europea de Denominació d'Origen Protegida (DOP) Fesols de Santa Pau. Per aquest motiu el gener de 2015 va rebre el Premi Fesol d'Or com a president de l'entitat.